# Kamala Sohonie
Kamala Sohonie (ur. 8 czerwca 1912 w Indore, zm. 28 czerwca 1997) – indyjska biochemiczka, która w 1939 jako pierwsza Hinduska uzyskała stopień doktorski. Jej praca w Indyjskim Instytucie Nauki w Bangalore utorowała kobietom drogę do zatrudnienia w instytucjach naukowych. Prowadziła badania na temat wpływu witamin i wartości odżywczych roślin strączkowych, ryżu i grup produktów spożywczych spożywanych przez niektóre z najbiedniejszych grup ludności Indii. Jej praca nad właściwościami odżywczymi ekstraktu z palmy o nazwie „Neera” została zainspirowana sugestią ówczesnego prezydenta Rajendry Prasada. Za tę pracę otrzymała nagrodę Rashtrapati. 

## Życiorys

### Rodzina
Kamala Bhagvat urodziła się w stanie Madhya Pradesh w Indiach. Jej ojciec, Narayanarao Bhagvat, a także jej wuj, Madhavrao Bhagvat, byli chemikami i absolwentami Tata Institute of Sciences (który później stał się Indian Institute of Science) w Bangalore.
Poślubiła M.V. Sohonie, aktuariusza.

### Kariera naukowa
W 1933 ukończyła studia licencjackie z chemii i fizyki na Uniwersytecie Mumbajskim. Następnie złożyła wniosek do Indyjskiego Instytutu Nauki o stypendium naukowe, ale został odrzucony przez ówczesnego dyrektora i laureata Nagrody Nobla C.V. Ramana z uzasadnieniem, że kobiety nie są wystarczająco kompetentne do prowadzenia badań. Badaczka przekonała dyrektora do zmiany decyzji, ale musiała zaakceptować warunki: brak statusu studenckiego, próbny okres przez pierwszy rok studiów, jej praca nie będzie oficjalnie uznana, dopóki sam CV Raman nie będzie zadowolony z jej jakości, dodatkowo, badaczka ma nie „rozpraszać” kolegów. W 1933 Kamala została pierwszą kobietą przyjętą do instytutu.
Działała w Consumer Guidance Society of India (CGSI). W latach 1982–1983 była prezeską CGSI. Napisała wiele artykułów na temat bezpieczeństwa konsumentów. Publikowała je w magazynie pt. „Keemat”.

### Badania
Mentorem Kamali w IISc był Sri Srinivasayya. Pracowała nad białkami w mleku, roślinach strączkowych i roślinach strączkowych. Jej poświęcenie i zapał badawczy wpłynęły na decyzję C.V. Ramana o dopuszczeniu kobiet do IISc już rok później. W 1936 uzyskała tytułu magisterski z wyróżnieniem.
Następnie została zaproszona na Uniwersytet Cambridge w Wielkiej Brytanii do pracy pod kierunkiem dr. Dereka Richtera w laboratorium Fredericka G. Hopkinsa. Była studentką Newnham College immatrykulowaną w 1937. Studiowała nauki przyrodnicze. Kiedy Richter odszedł z pracy, pracowała pod kierunkiem dr. Robina Hilla i badała tkanki roślinne. Podczas badania ziemniaków odkryła enzym „cytochrom C”, który odgrywa zasadniczą rolę w łańcuchu transportu elektronów (procesie, w którym organizmy wytwarzają energię), występującym w roślinach, komórkach ludzkich i zwierzęcych. Jej praca dyplomowa na ten temat została ukończona w ciągu 14 miesięcy i liczyła 40 stron, co stanowi odstępstwo od zwykle znacznie dłuższych prac doktorskich.
W 1939, po obronie doktoratu, Kamala wróciła do Indii. Jako zwolenniczka Mahatmy Gandhiego chciała wspierać działania nacjonalistów. Z tytułem profesorskim została kierowniczką Katedry Biochemii w Lady Hardinge Medical College w New Delhi. Później pracowała w Nutrition Research Laboratory w Coonoor jako zastępczyni dyrektora. Koncentrowała się na badaniu działania witamin.
Po ślubie i przeprowadzce do Mumbaju wstąpiła do Królewskiego Instytutu Naukowego. Była profesorką na Wydziale Biochemii i pracowała nad aspektami żywieniowymi roślin strączkowych. Uważa się, że jej ewentualne powołanie na stanowisko dyrektorki Instytutu zostało opóźnione o 4 lata ze względu na uprzedzenia w środowisku naukowym ze względu na płeć. 
Wraz ze studentami przeprowadziła badania nad trzema grupami artykułów spożywczych, które są w większości konsumowane przez osoby w trudnej sytuacji finansowej w Indiach. Za namową ówczesnego prezydenta Indii Rajendry Prasada rozpoczęła pracę nad „Neera” (sokiem pozyskiwanym z kwiatostanów różnych gatunków palm toddy). Znalazła w napoju znaczne ilości witaminy A, witaminy C i żelaza. Ustaliła, że te pierwiastki mogą przetrwać stężenie Neera w jaggery palmowej i melasie. Późniejsze badania wykazały, że włączenie Neery do diet niedożywionych dorastających dzieci i kobiet w ciąży ze społeczności plemiennych jako niedrogiego suplementu diety doprowadziło do znacznej poprawy stanu zdrowia. Za swoją pracę w tej dziedzinie otrzymała nagrodę Rashtrapatiego.

### Śmierć
Kamala Sohonie zmarła wkrótce po tym, jak zasłabła podczas ceremonii gratulacyjnej zorganizowanej przez Indyjską Radę Badań Medycznych (ICMR) w Nowym Delhi.